# Катрин Перуц
Катрин Перуц (на английски: Kathrin Perutz) е американска писателка на бестселъри в жанра съвременен любовен роман и романтичен трилър. Пише под псевдонима Джоана Кингсли (на английски: Johanna Kingsley) и е ползвала псевдонима Анжелика Муун (Angelica Moon).

## Биография и творчество
Катрин Перуц е родена на 1 юли 1939 г. в Ню Йорк, САЩ, и има чешки произход. Баща ѝ Тино Перутц се е изселил от Чехия през 1938 г. поради навлизането на нацистката армия.
Завършва през 1960 г. с бакалавърска степен „Бърнард Колидж“ в Ню Йорк и с магистърска степен Университета на Ню Йорк през 1966 г. В периода 1960-1964 г. живее в Лондон. През 1966 г. се омъжва за Майкъл Стюдърт-Кенеди, с когото имат син.
Първият ѝ романс „The Garden“ е публикуван през 1962 г. В своите романи разглежда въпросите на брака, кръвосмешението, садомазохизма, хомосексуалността, американската мечта и други аспекти на човешките взаимоотношения.
През 1984 г. започва да пише романси под псевдонима Джоана Кингсли, с който става известна.
Катрин Перуц живее в Лонг Айлънд, Ню Йорк.

## Произведения

### Като Катрин Перуц

#### Самостоятелни романи
- The Garden (1962)
- The House On the Sound (1964)
- The Ghosts (1965)
- Mother is a Country (1968)
- Marriage Is Hell (1973) – издадена и като „Liberated Marriage“
- Reigning Passions (1978)
- The Master of Pain (2018)

#### Документалистика
- Beyond the Looking Glass (1970)
- The Marriage Fallacy (1972)
- Writing for Love and Money (1991)
- Time for One More (2018)
- Mila's War (2018)

### Като Джоана Кингсли

#### Самостоятелни романи
- Scents (1984)
- Faces (1987)
- Treasures (1990)
- Loving Touches (1995)
Сърцето е изменник, изд.: ИК „ЕРА“, София (2000), прев. Юлия Чернева
- Fragancias (2000)
- Vows (2004)

### Като Анжелика Муун
- Invitation to a wedding (1997)
Силата на съдбата, изд.: ИК „ЕРА“, София (2000), прев. Юлия Чернева